# الحديقة الوطنية للنباتات في إيران
الحديقة الوطنية النباتية (بالفارسية: باغ گیاه‌شناسی ملی ایران) هي إحدى أكبر الحدائق العلمية لدراسة النباتات في العالم.
و تقع حديقة ايران الوطنية للنباتات غرب العاصمة طهران وتشغل مساحة 150 هكتار، وكذلك من المقرر أن تكون هذه الحديقة المركز الرئيسي لتصنيف البساتين والنباتات في إيران. حيث يتم تدريجياًً بناء عشب من النباتات الإيرانية (تاري) ويتكون الآن من حوالي 160,000 نوع من الاعشاب. ويتم تشغيل الحديقة من قبل معهد بحوث الغابات والمراعي.

## محتويات الحديقة
تحتوي هذه الحديقة على 4000 فصيلة من النباتات، كما وتحتوي الحديقة على مشتل وستة بحيرات وتلال (تمثل جبال البرز وزاجروس والهيمالايا) وحديقة الصخور وشلال وأراضي رطبة ومناطق نباتات صحراوية وبحيرة مالحة ووادي ونهر بطول 1 كم، ومنطقة منهجية، وحديقة الفاكهة، وكذلك منطقة نزهة مع بعض الأجنحة وغيرها من المرافق.

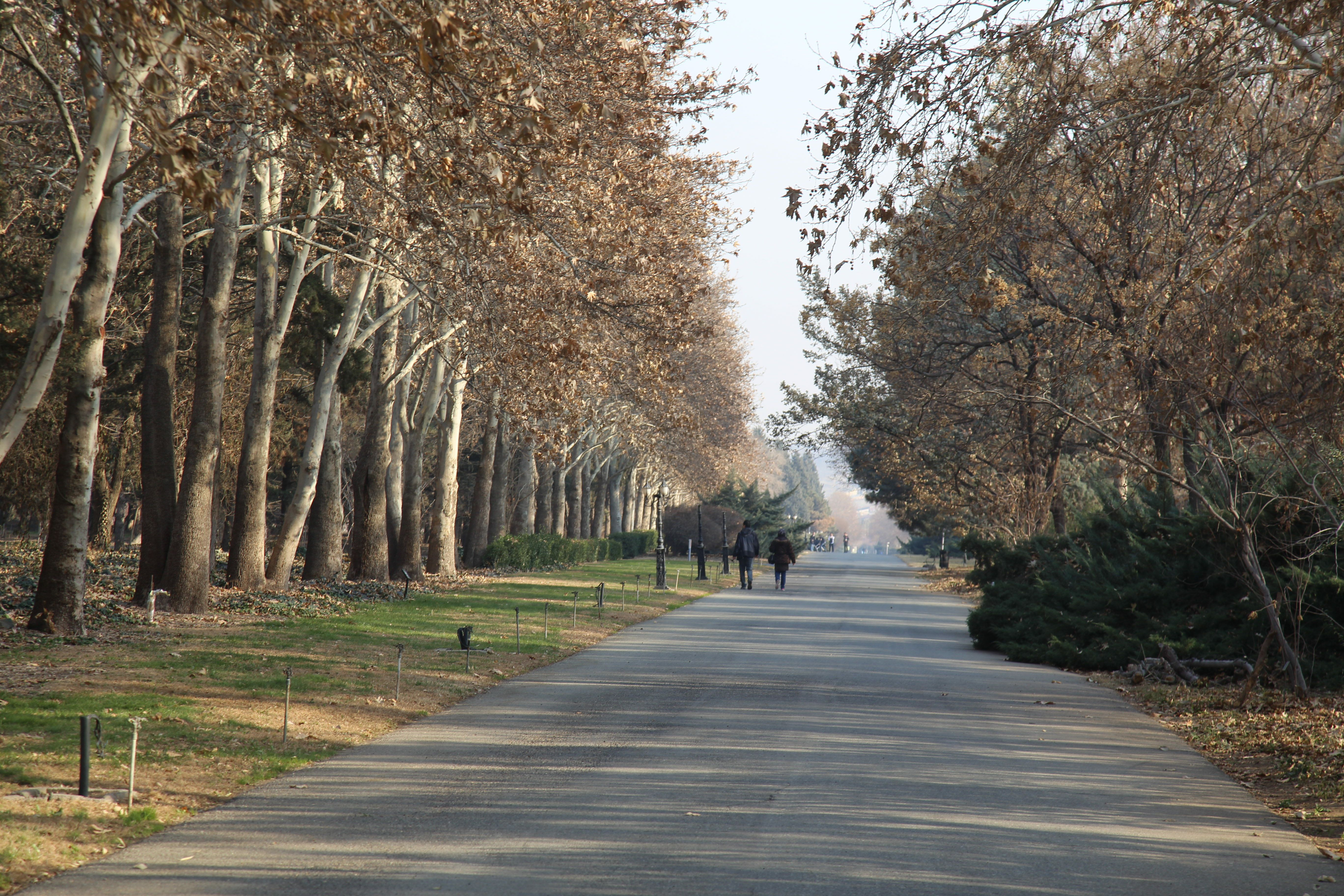
الشارع الرئيسي داخل الحديقة النباتية الوطنية في جمهورية إيران

## الهدف من انشائها
الهدف الأساسي لها هو حفظ النباتات المختلفة ودراستها واجراء البحوث عليها إضافةً إلى تعريف المواطنين على هذه النباتات.

## مناخها العام
يبلغ ارتفاع الحديقة 1320 متر فوق مستوى سطح البحر، اما معدل هطول الأمطار السنوي فيبلغ حوالي 240 ملم. والحد الأقصى لدرجة الحرارة في شهري يوليو وأغسطس تصل حوالي 42 إلى 43 درجة مئوية، ودرجة الحرارة الدنيا في موسم الشتاء تصل إلى -10 درجة مئوية.

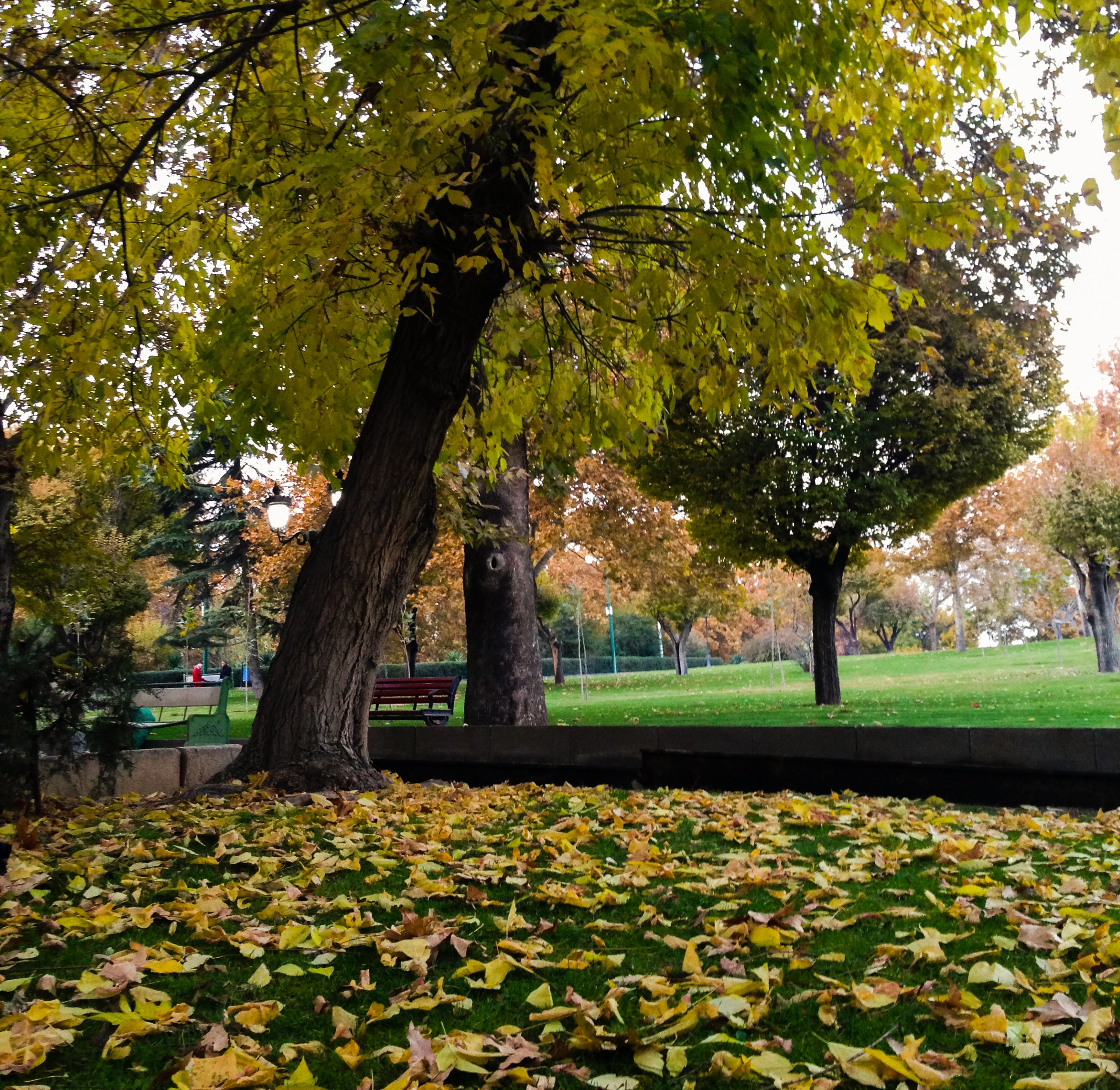
الحديقة الوطنية في الخريف

## أنواع النباتات داخلها
▪مناخ بحر قزوين: (الرمان البري، القيقب).
▪مناخ ألبرز: (التوابل والزعتر والفانيليا والنقد اللاذع، والنعناع عشب، القراص، كلاريون، انجليكا، حقل خزامى، القزحية، الدبل).
▪مقاطعة زاغروس: (البلوط الفارسي (برودار)، التانيك، فيولا، البرباريس، النبق، والكمثرى البرية، والشعر، والصفصاف والحور والأرجواني والأسود، والزعرور).
▪مناخ الهيمالايا: (الصنوبر، سينديروس وسنديان أخضر).
▪مقاطعة القوقاز وآسيا الوسطى: (الخاصرة، والخردل، والقيقب وروان).
▪منطقة أمريكا: (شجيرات الصنوبر والاشجار عريضة الأوراق).